# Lamine Guèye (ski alpin)
Pour les articles homonymes, voir Lamine Guèye (homonymie) et Guèye.
Lamine Guèye, né le 18 juillet 1960 à Dakar, est un skieur alpin sénégalais. En 1984, il fut le premier skieur d'Afrique subsaharienne à participer aux Jeux olympiques.

## Biographie
Il est le petit-fils de Lamine Guèye (dont il porte le nom), homme politique sénégalais majeur des années 1930 aux années 1960.
Il vit à Dakar jusqu'en 1968, puis est envoyé en pension à Villars-sur-Ollon (Suisse), où il découvre les sports d’hiver, notamment le hockey sur glace et surtout le ski alpin qui devient sa passion. Après un intermède d'un an au Sénégal en 1970, il s'installe à Paris pour y poursuivre sa scolarité.
À la fois président, trésorier et secrétaire de la Fédération sénégalaise de ski (FSS), qu'il a fondée en 1979, il lutte depuis plus de 30 ans pour la présence de petits pays aux Jeux olympiques d'hiver et dénonce la perte de l'esprit olympique au profit de la rentabilité économique.
Il a représenté le Sénégal aux JO de Sarajevo (1984), d'Albertville (1992) et de Lillehammer (1994). Il a été le premier skieur africain noir à participer aux Jeux olympiques (il a toutefois été devancé par le skieur ougandais aveugle Tofiri Kibuuka, qui participa aux Jeux paralympiques d'hiver de 1976 et de 1980[réf. incomplète]). Il a participé à 25 épreuves de Coupe du monde de ski alpin et à 5 championnats du monde de ski alpin.
Il a été privé des JO de Salt Lake City (2002) par l'annulation des épreuves qui lui auraient permis de se qualifier.
À ses interrogations sur la participation des petits pays aux JO, la réponse du Comité international olympique (CIO) a été : « Les Jeux olympiques d'hiver sont une manifestation quelque peu particulière, étant donné que – pour des raisons tout simplement climatiques et géographiques – ils ne conviennent pas à certains pays du monde, que ce soit au niveau de l'organisation ou de la participation ».
Auteur du livre Skieur sénégalais cherche esprit olympique paru aux éditions Calman-Lévy, il y raconte son aventure personnelle et dénonce les dysfonctionnements du CIO, qu'il appelle à réformer en profondeur.

## Livre
- Skieur sénégalais cherche esprit olympique, Paris, Calmann-Lévy, 2008  (ISBN 2702139353)